# Рацинови срещи
Международната културна манифестация „Рацинови срещи“ (на македонска литературна норма: Меѓународно културна манифестација- Рацинови средби) е фестивал за поетични четения, организиран в град Велес, днес Северна Македония. Провежда се от 1964 година насам.
На фестивала участват поети от Балканите. Освен презентации на поетично творчество се провеждат и научни форуми, посветени на живота и творчеството на Кочо Рацин. На „Рациновите срещи“ се връчва наградата „Рациново признание“ за най-успешно литературно постижение между две манифестации както и Почетното Рациново признание за научни трудове, преводи и други дела, посветени на творчеството на Кочо Рацин. Освен това на манифестациите се изявяват и музикални творци, провеждат се изложби и представяния на книги. Награденият автор добива статуетка „Кочо Рацин“, изработена от скулптора Томе Серафимовски.